# Анастазево
Анастазево (пољ. Anastazewo) је село у Пољској које се налази у војводству Великопољском у повјату Слупецком у општини Повидз.
Од 1975. до 1998. године ово насеље се налазило у Коњињском војводству.